# Kroppens træning og udtryk II
Kroppens træning og udtryk II er en dansk dokumentarfilm fra 1975 med instruktion og manuskript af Eske Holm.

## Handling
Træning af ruter og retninger. Springet og pirouetten. Partnerarbejde eksemplificeres.